# Thanatus lanceoletus
Thanatus lanceoletus is een spinnensoort in de taxonomische indeling van de renspinnen (Philodromidae).
Het dier behoort tot het geslacht Thanatus. De wetenschappelijke naam van de soort werd voor het eerst geldig gepubliceerd in 1966 door Benoy Krishna Tikader.